# سيميون براون
سيميون براون هو سياسي نيوزيلندي، ولد في 8 أبريل 1991. نشط حزبياً في الحزب الوطني في نيوزيلندا. وقد انتخب عضو مجلس النواب النيوزيلندي ‏ عن دائرة باكورانجة ‏ وقد انضم خلال فترته النيابية ‏ للكتلة البرلمانية الحزب الوطني في نيوزيلندا.